# Xiaocang
Xiaocang (kinesiska: 小沧) är en socken i sydöstra Kina. Den ligger i Lianjiang härad i provinshuvudstaden Fuzhou i provinsen Fujian, omkring 33 kilometer norr om centrala Fuzhou. Antalet invånare är 2946. Befolkningen består av 1 431 kvinnor och 1 515 män. Barn under 15 år utgör 17,0 %, vuxna 15-64 år 72 %, och äldre över 65 år 9,0 %.. Xiaochang är en etnisk minoritetssocken för shefolket.